# اسرار (فیلم ۲۰۰۷)
«اسرار» (عبری: הסודות) یک فیلم است که در سال ۲۰۰۷ منتشر شد. از بازیگران آن می‌توان به فنی اردان و آلما زاک اشاره کرد.